# David James (Musiker)
David „Jelly“ James (* um 1900; † nach 1947) war ein US-amerikanischer Jazzmusiker (Posaune, Komposition).

## Leben und Wirken
James gehörte 1923 der Band von Sam Wooding an, in der er Wilbur de Paris ersetzt hatte. Er spielte in der zweiten Hälfte der 1920er-Jahre bei Fess Williams, für dessen Band er auch komponierte („Hot Mama“).  Aufnahmen entstanden in dieser Zeit auch mit Clarence Williams and His Blue Moaners („Moanin’ Low“) und im Juni 1927 unter eigenem Namen als Jelly James and His Fewsicians („Georgia Bo Bo“/„Make Me Know It“) für Gennett.
James tourte 1934 in der Revue Lew Leslie’s Blackbirds, die auch im Londoner Coliseum Theatre gastierte; geleitet wurde das Orchester von Billy Butler.  Ab 1937 arbeitete er zunächst bei Jesse Stone, bevor er in der Band von Edgar Hayes Joe Britton ersetzte. 1943 bis 1947 gehörte er dem Erskine Hawkins Orchestra an. Im Bereich des Jazz war er zwischen 1925 und 1947 an 51 Aufnahmesessions beteiligt.